# Omanjska (Federacja Bośni i Hercegowiny)
Omanjska – wieś w Bośni i Hercegowinie, w Federacji Bośni i Hercegowiny, w kantonie zenicko-dobojskim, siedziba gminy Usora. W 2013 roku liczyła 953 mieszkańców, z czego większość stanowili Chorwaci.